# Nimodipina
A nimodipina, às vezes chamada também nimodipino, é um bloqueador dos canais de cálcio do tipo di-hidropiridina, originalmente desenvolvida para o tratamento da hipertensão arterial. Ainda que não seja normal ser de uso frequente como indicação para a hipertensão, tem-se demostrado bons resultados na prevenção de uma das principais complicações de uma hemorragia subaracnóidea, uma forma de hemorragia cerebral, como é o vasoespasmo, pelo que tem se tornado agora no principal uso da nimodipina.

## Stereoquímica
Nimodipina contém um estereocenter e consiste em dois enantiómeros. Este é um racemate, ou seja, uma mistura 1: 1 de ( R ) - e o ( S ) - forma:
| Enantiômeros de nimodipina | Enantiômeros de nimodipina |
| -------------------------- | -------------------------- |
| CAS-Nummer: 77940-92-2     | CAS-Nummer: 77940-93-3     |